# Diocesi di Lauzado
La diocesi di Lauzado (in latino Dioecesis Lauzadena) è una sede soppressa del patriarcato di Antiochia e una sede titolare della Chiesa cattolica.

## Storia
Lauzado, identificabile con Beşyayla (già Lavdhâ), 22 km a nord di Ermenek in Turchia, è un'antica sede episcopale della provincia romana di Isauria nella diocesi civile d'Oriente. Faceva parte del patriarcato di Antiochia ed era suffraganea dell'arcidiocesi di Seleucia.
La diocesi non è menzionata nell'unica Notitia Episcopatuum nota del patriarcato antiocheno e datata alla seconda metà del VI secolo. Per un certo periodo, dopo l'occupazione araba di Antiochia, l'Isauria fu annessa al patriarcato di Costantinopoli. La diocesi di Lauzado appare nelle Notitiae Episcopatuum di questo patriarcato nel IX, nel X e nel XIII secolo.
Di questa diocesi, ignota a Le Quien nell'opera Oriens Christianus, è noto il nome di un solo vescovo, Anastasio, che prese parte al secondo concilio di Nicea nel 787.
Dal 1933 Lauzado è annoverata tra le sedi vescovili titolari della Chiesa cattolica; la sede è vacante dal 25 marzo 1964.

## Cronotassi

### Vescovi greci
- Anastasio † (menzionato nel 787)

### Vescovi titolari
- Jacques Hubert Goumans, O.S.C. † (16 ottobre 1941 - 6 ottobre 1953 deceduto)
- Vicente Ângelo José Marchetti Zioni † (20 aprile 1955 - 25 marzo 1964 nominato vescovo di Bauru)